# Jean-Paul Poletti
Pour les articles homonymes, voir Poletti.
Ghjuvan Paulu Poletti (en français: Jean-Paul Poletti) est un musicien polyphoniste corse né à Ajaccio le 28 mai 1949. Auteur-compositeur-interprète, chercheur, chef de chœur, il pratique la polyphonie traditionnelle corse, la polyphonie franciscaine, le répertoire sacré.

## Biographie

### Formation
Jean-Paul Poletti est marqué dans son enfance par les chanteurs bastiais, particulièrement Félix Avazzeri, les ténors César Vezzani et José Luccioni, et par le musicien Vincent Orsini, « mon premier maître, à l’origine de ma carrière ». Il est formé, de 1987 à 1990, à la grande école : les classes de contrepoint, d’harmonie et de direction de chorale des Scholae Cantorum de Florence et de Sienne.

### Riacquistu: réappropriation, mémoire, développement culturels
Jean-Paul Poletti est l'un des acteurs majeurs de ce mouvement de « réappropriation » militante et de nouveau développement de la culture corse, qui marque les années 1970 et 1980 ; il fonde en 1973, avec Minicale, le groupe Canta u Populu Corsu, qui fait redécouvrir le chant et la polyphonie corses. Canta u Populu Corsu « est en grande partie à l'origine du renouveau du chant corse et de son actuel succès. Directement ou non, la plupart des chanteurs et des groupes insulaires qui se produisent aujourd'hui en sont issus. » Comme le musicologue Félix Quilici et l'universitaire Paul Arrighi, comme le menuisier Ghjuliu Bernardini (père de Jean-François et Alain, meneurs du groupe I Muvrini), Jean-Paul Poletti et Minicale mènent un travail de mémoire : ils notent sons, chants et histoires dans les villages, reçus de bouche à oreille, pour transmettre la tradition. Avec le groupe Les Nouvelles Polyphonies corses, Jean-Paul Poletti assure l’ouverture sonore des Jeux olympiques d’Albertville de 1992 et, en 1994, il reçoit une Victoire de la musique.

### Cantata CorsicaetMessa Sulenna
En 1994, il devient membre d’honneur du Royal College de Londres, pour sa Cantata Corsica. En mars 2002, l’Opéra de Lyon crée sa Messa Sulenna (composée en 1998) en regroupant, pour l'exécution, son Chœur de Sartène, l'Orchestre de l'Opéra de Lyon, le Chœur de l'Opéra de Lyon, sous la direction du chef de chœur britannique John Alldis.

### Patrimoine immatériel de l'Unesco
Le chanteur Petru Guelfucci et Jean-Paul Poletti sont à l’origine de la candidature de la paghjella, l’une des formes polyphoniques corses, au patrimoine immatériel de l’Unesco. Relayée par un vote unanime de la Collectivité Territoriale de Corse, la candidature est retenue par le comité de sauvegarde du patrimoine immatériel de l'Unesco, réuni le 1er octobre 2009 à Abu Dhabi.

### Le Chœur de Sartène -U Coru di Sartè: création et direction
Jean-Paul Poletti a composé 158 chants et 9 œuvres classiques au cours de sa carrière... « Ou comment, à partir du tronc commun d'un militantisme culturel fondu à une cause politique, les voies (voix) ont pu bifurquer vers la recherche patrimoniale, le renouveau esthétique et le professionnalisme. » Jean-Paul Poletti a dirigé jusqu'en 2018 le Centre d'art polyphonique de Sartène, ouvert en 2011. Jean-Paul Poletti dirige le Chœur de Sartène (en corse : U Coru di Sartè), qu'il a créé en 1995 : « l'artiste n'a rien perdu de ses convictions, mais aujourd'hui son militantisme s'exprime dans la beauté. Aujourd'hui, son rêve de voir entrer la polyphonie méditerranéenne dans l'histoire de la musique classique est devenu réalité. » Le Chœur de Sartène participe à la Sainte Messe autour du Pape François le dimanche 15 décembre 2024 ; cette messe est célébrée place d’Austerlitz à Ajaccio, dans le théâtre de verdure U Casone.